# Stefania Zambelli
Stefania Zambelli, née le 6 avril 1971 à Salò (province de Brescia), est une femme politique italienne.

## Biographie
Stefania Zambelli naît en 1971.
Titulaire d'un diplôme de community manager, elle est commerçante et employée administrative dans des entreprises hospitalières, puis devient une militante de la Ligue du Nord. De 2009 à 2014, elle est adjointe au maire de Salò avec la Ligue du Nord. Depuis 2013, elle est également directrice administrative d'Arpa Regione Lombardia. 
Elle est élue eurodéputée en 2019.